# Astragalus wulumuqianus
Astragalus wulumuqianus är en ärtväxtart som beskrevs av Kun Tsun Fu. Astragalus wulumuqianus ingår i släktet vedlar, och familjen ärtväxter. Inga underarter finns listade i Catalogue of Life.